# 1. Division 1905/1906
Jedenáctý ročník 1. Division (1. belgické fotbalové ligy) se konal od 1. října 1905 do 1. dubna 1906.
Sezonu vyhrál potřetí v klubové historii a obhájce z minulých dvou sezon Royale Union Saint-Gilloise. Nejlepším střelcem se stal opět hráč Club Brugge KV Robert De Veen. Soutěže se zúčastnilo 10 klubů v jedné skupině.